# Bautista Antonelli

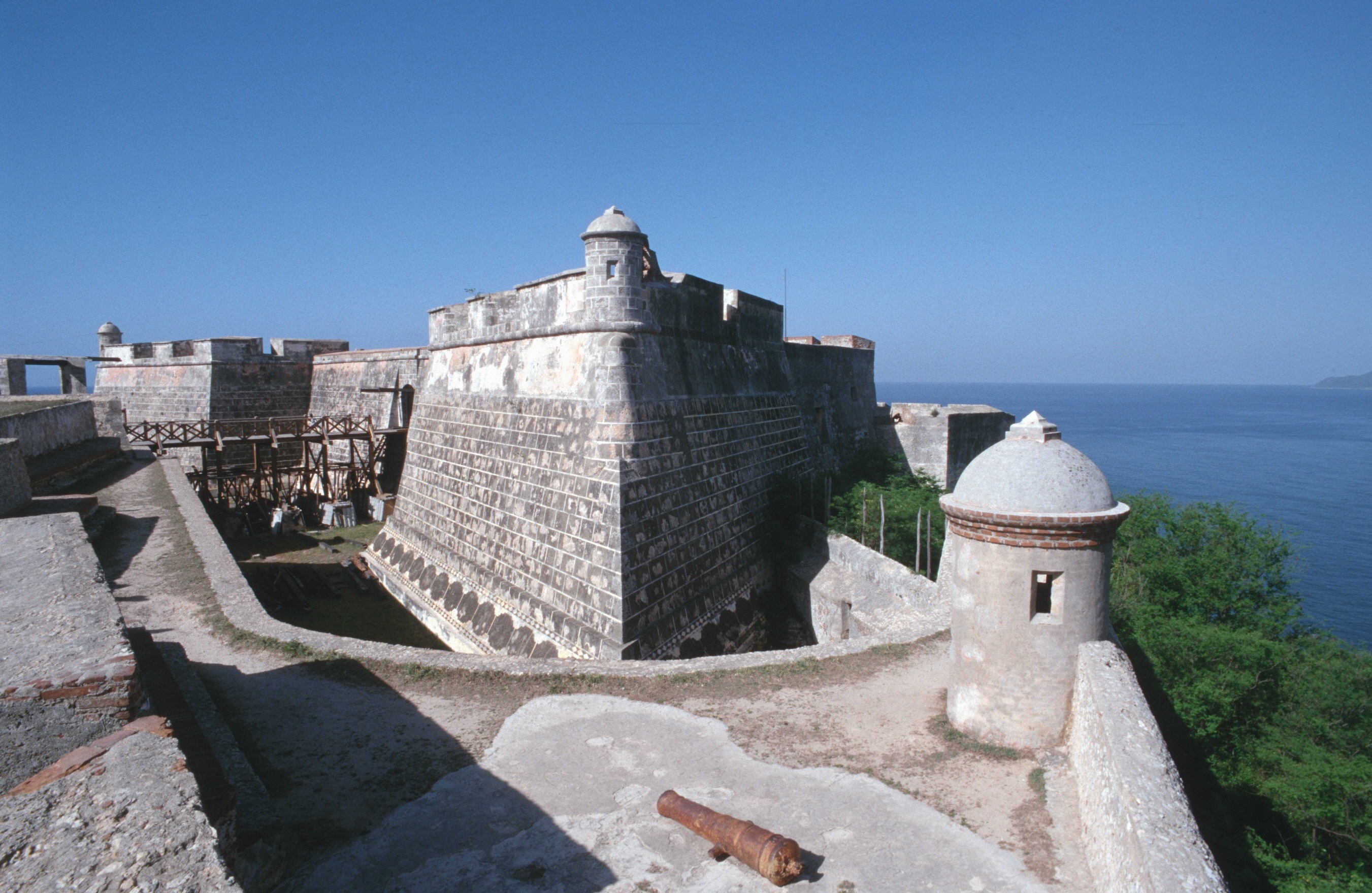
Castillo de San Pedro de la Roca en Cuba, Patrimonio de la Humanidad.

Bautista Antonelli (Battista Antonelli), fue un ingeniero militar italiano. Nació en Gatteo en 1547 y murió en Madrid en 1616. 
Fue el hermano menor de otro eminente ingeniero militar italiano al servicio de la Corona española llamado Juan Bautista Antonelli, con quien es importante no confundir, por lo que a él suele llamársele «El Joven».
En 1580, cuando el Rey Felipe II incorporó Portugal a su reino, Bautista Antonelli, su hermano Juan Bautista y el sobrino de ambos, Cristóbal de Roda Antonelli, estaban trabajando en obras de acondicionamiento del  terreno y caminos para facilitar el movimiento de las tropas y el transporte de pertrechos hacia la frontera portuguesa. Fue en Lisboa cuando el Rey llamó a Bautista Antonelli para confiarle una importante misión en el continente americano.
El joven Bautista Antonelli que se presentó al monarca era todo un hombre de 34 años y dueño de una buena formación.  La misión consistía en viajar hasta el estrecho de Magallanes para construir dos fuertes a cada lado del canal a fin de controlar el único paso navegable conocido en ese entonces entre los océanos Atlántico y Pacífico. El proyecto fue elaborado por Tiburzio Spannocchi y por su hermano Juan Bautista. El proyecto, bajo el mando de Pedro Sarmiento de Gamboa y Diego Flores Valdez, fue un completo fracaso, fundando un asentamiento efímero llamado Rey Don Felipe (posteriormente llamado Puerto del Hambre), sin fortificaciones. Antonelli regresó a España enfermo y desilusionado.

### En el virreinato de Nueva España
A instancias de los gobernadores de Honduras, la Real Audiencia de los Confines solicitó al Rey el establecimiento de la ruta El Callao-La Habana a través del istmo centroamericano, desde el Golfo de Fonseca hasta Puerto Caballos (hoy Puerto Cortés). Consentido el estudio de dicha ruta, Antonelli partió de La Habana, haciendo escala en Veracruz, donde propuso mejoras al fuerte de San Juan de Ulúa.
Arribó luego al puerto de Amapala (hoy Pueblo Viejo en San Carlos de la Unión), donde le recibió el Cabildo de San Miguel. Después de haber sondeado el Golfo de Fonseca y haber determinado la óptima ruta para las embarcaciones, Antonelli propuso que el Embarcadero de la Concepción, ubicado en la actual San Carlos de La Unión, fuese expandido para crear un Puerto de Fonseca. Diseñó las fortalezas que debían proteger el acceso: una en la Isla de Venados (hoy Zacatillo) y otra en Punta Amapala (hoy Punta Chiquirín). Completó así mismo el estudio topográfico de la ruta terrestre Amapala-Puerto Caballos, la cual pasaría por Comayagua y por San Pedro Sula; estimó dicho recorrido en 60 leguas. Para poder efectuar el imprescindible transporte terrestre de mercancías, propuso la creación de asentamientos a lo largo de la ruta, así como de grandes criaderos de mulas. Desde La Habana, envió Antonelli su informe el 7 de octubre de 1590; la Real administración, empero, fijó el cruce Pacífico-Atlántico en Panamá.
Bajo el mando del gobernador de Cuba Juan de Tejeda construyó las fortalezas de Los Tres Reyes del Morro y San Salvador de la Punta en La Habana. En 1590 solicito al Rey el apoyo de su su sobrino Cristóbal de Roda quien viajó a La Habana en 1591. Su trabajo fue decisivo en la terminación en 1592 del primer acueducto de La Habana, la Zanja Real.

### En el virreinato del Perú
En 1586 convencieron a Antonelli de aceptar una segunda comisión para construirlas fortificaciones de Cartagena de Indias Colombia. Utilizando la última tecnología militar de la época de Trazo Italianao, diseñó las famosas defensas de la ciudad, el Castillo de San Felipe de Barajas, el Fuerte de San Sebastián de Pastelillo y el Fuerte de San Fernando.
En 1597 diseñó el Fuerte de San Lorenzo, en la desembocadura del Río Chagres, en el Istmo de Panamá. La obra se inició en 1598 por orden del Rey Felipe II y se terminó en 1601.
En 1604, fue comisionado para inspeccionar la Punta de Araya al objeto de cegar sus salinas que eran blanco de frecuentes asaltos de piratas holandeses. En esta misión que se prolongó por tres años fue acompañado por su hijo Juan Bautista Antonelli «El Mozo» quienes pasaron numerosas penalidades debido a las inclemencias climaticas del lugar. Al concluir la misma, Bautista regresa a España, trasladándose su hijo a La Habana en busca de su primo Cristóbal de Roda Antonelli que dirigía las fortificaciones de aquella plaza. 
Bautista Antonelli inició la construcción de las murallas y fortificaciones de Cartagena de Indias, como el baluarte de Santo Domingo en 1614 entre otras.

## Juan Bautista Antonelli (hijo)
Su hijo Juan Bautista Antonelli, apodado «El Mozo» para distinguirlo de su padre, es el único miembro de la saga nacido en España (Madrid, 1585). Desde muy temprano empezó a estudiar matemáticas a instancias de su madre María de Torres ya que los contactos con su padre durante la infancia y adolescencia fueron escasos debido a sus viajes a las Indias. En 1604, cuando contaba con diecinueve años acompañó por primera vez a su padre al Nuevo Mundo, para examinar la Punta de Araya al objeto de cegar sus salinas que eran objeto de frecuentes asaltos de piratas holandeses. Esta misión se prolongó tres años en los que pasaron numerosas penalidades. Al concluir la misma, Bautista regresa a España, trasladándose su hijo a La Habana en busca de su primo Cristóbal de Roda Antonelli (Gatteo 1560 - Cartagena de Indias 1631), que dirigía las fortificaciones de aquella plaza. Junto a él continuó Juan Bautista el aprendizaje de la profesión. De aquí, en 1609, se trasladaron ambos primos a Cartagena de Indias, donde Cristóbal se hizo cargo de su fortificación. Dos años después Juan Bautista regresa a España para informar al Rey Felipe III sobre el estado de las obras que se estaban realizando en ultramar. El 30 de junio de 1611 su majestad le nombra ayudante de Cristóbal de Roda y se le asigna un sueldo con cargo a la corona. 

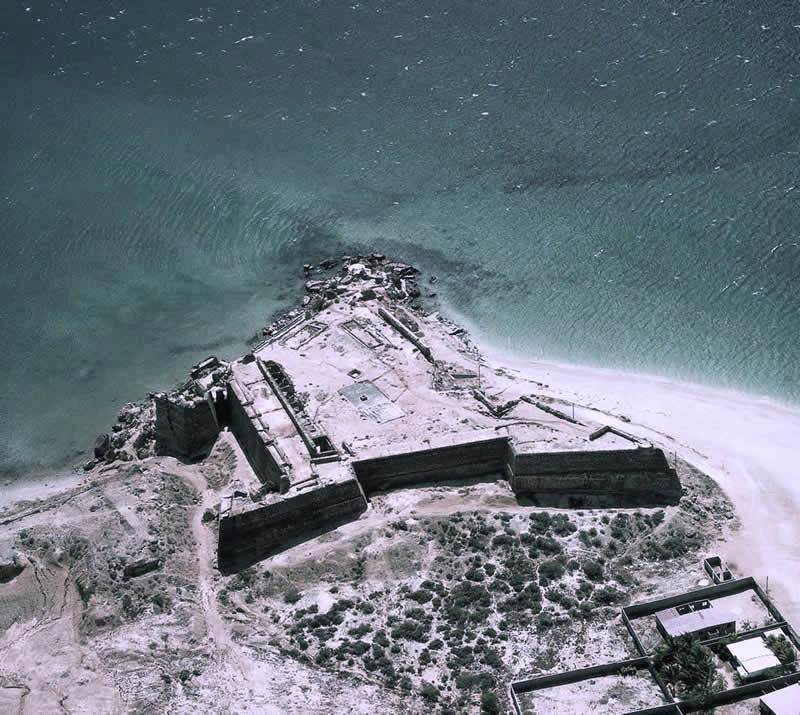
Fortaleza Real San Antonio De Arroyo, Araya, Venezuela

De vuelta a América, Juan Bautista continuó trabajando junto a su primo en Cartagena de Indias supliendo las largas ausencias que este hacía en Panamá y Portobelo. 
En 1622 Juan Bautista es destinado a la Punta de Araya para construir una fortaleza que contrarrestara las incursiones de piratas holandeses en las salinas. El 30 de noviembre de 1622, se produjo una de las batallas navales más importantes de América en el siglo XVII, cuando 43 navíos holandeses atacaron Araya con el objeto de interrumpir la construcción de la nueva fortaleza y apoderarse de manera definitiva de la península. Después de dos meses de combate la flota invasora fue derrotada finalmente el 13 de enero de 1623 por el gobernador Arroyo y muerto el comandante holandés. Para enero de 1625 se había construido al fin el primer baluarte de lo que se llamó "Real Fuerza de Santiago de Arroyo de Araya", que además fue la primera y más importante obra colonial de las provincias de Venezuela. 
Recorrió por mandato real toda la provincia de Cumaná, realizando una exhaustiva descripción de sus puertos y costas. En 1630 viaja a España para informar personalmente al Rey, el cual le mandó volver a Araya a concluir la fortaleza, prometiéndole el monarca como premio a sus servicios la plaza de Roda en Cartagena de Indias, cuando quedase vacante. No obstante, y a indicaciones de su majestad, en el viaje de vuelta pasó primero por Puerto Rico donde comenzó a fortificar la entrada al puerto. Antes de proseguir viaje a Cumaná regresó de nuevo a España a informar al Rey, encontrándose a su llegada a Madrid con la noticia de la muerte de Cristóbal de Roda el 25 de abril de 1631. Tras aprobar el Rey todo lo realizado en Puerto Rico, el 23 de octubre de 1632 le confiere la plaza de ingeniero militar de las Indias occidentales. De regreso pasó de nuevo por Cumaná en agosto de 1633, viajando después a La Habana y Santiago de Cuba, y de allí volvió a Cartagena de Indias para proseguir las obras que Roda había dejado comenzadas.
El 5 de septiembre de 1635 Felipe IV le confiere el título de capitán de infantería sin sueldo, aunque con todas las prerrogativas del cargo. Dada la poca generosidad con que fue siempre tratado en lo referente al pago de sus servicios, en 1649 pidió en atención a sus méritos y a los de su padre, un aumento de sueldo y una gratificación. No se sabe si el Rey accedió a sus peticiones, pero lo cierto es que no pudo gozar de las mismas al fallecer en Cartagena de Indias en el mes de diciembre de 1649.